# Нижник, Василий Ермолаевич
Василий Ермолаевич Нижник — советский хозяйственный, государственный и политический деятель.

## Биография
Родился в 1903 году в селе Вольня. Член ВКП(б) с 1927 года.
С 1925 года — на хозяйственной, общественной и политической работе. В 1925—1972 гг. — учитель семилетней школы, инспектор Исполнительного комитета Ружинского районного Совета, заведующий Плисковским районным отделом народного образования, заведующий Отделом пропаганды и агитации Плисковского районного комитета КП(б) Украины, заместитель заведующего отделом Винницкого областного комитета КП(б) Украины, секретарь Винницкого областного комитета КП(б) Украины, начальник Политического отдела Военно-строительного управления сапёрной армии, в Украинском Штабе партизанского движения, секретарь Винницкого подпольного областного комитета КП(б) Украины, комиссар партизанской кавалерийской бригады имени В. И. Ленина, 2-й секретарь Винницкого областного комитета КП(б) Украины,
секретарь Президиума Верховного Совета Украинской ССР, заведующий Отделом по вопросам административно-территориального деления Президиума Верховного Совета Украинской ССР.
Умер в Киеве в 1977 году.